# Adrapsoides ruptistigma
Adrapsoides ruptistigma là một loài bướm đêm trong họ Noctuidae.